# Latin macsó visszavág
A Latin macsó visszavág (eredeti cím: Casa de mi padre) 2012-ben bemutatott spanyol nyelvű amerikai filmvígjáték, amelyet Matt Piedmont rendezett Andrew Steele forgatókönyvéből. A főszerepben Will Ferrell, Gael García Bernal, Diego Luna és Génesis Rodríguez látható. A film 2012. március 16-án jelent meg.
A film a latin-amerikai tévésorozatok paródiája.
Egy mexikói farm örökösének meg kell mentenie apja farmját egy nagyhatalmú drogbárótól.

## Cselekmény
Armando Alvarez olyan férfi, aki egész életében apja, Miguel Ernesto mexikói farmján dolgozott, abban a reményben, hogy egy napon a farm talán az övé lesz; apja azonban nem bízik benne, mivel szerinte „nem elég okos” a farm vezetéséhez. 
Egy nap visszatér a farmra Raul, Armando bátyja, akit az apja nagyon intelligensnek tart, és akit mindig is szeretett. Bár Armando szereti a bátyját, mindig úgy érzi, hogy kiszorul mellőle. Raul megjelenik új barátnőjével, Sonia Lopezzel, egy vonzó fiatal nővel. Armando elmondja apjának és bátyjának, aggódik amiatt, hogy a drogdílereket távol tartsa a farmtól, és elmondja nekik, megtalálta Onzát, egy ismert helyi drogdílert, aki megölt egy embert. Az apja látszólag nem vesz tudomást a dologról. Raul engedélyt kér arra, hogy elvehesse Soniát. 
Később Armando elmondja Estebannak és Manuelnek, a tanyasi munkásoknak, hogy aggódik Raul miatt, mert úgy tűnik, hogy már nem a régi. Armando gyanakszik Sonia szándékaira a bátyjával kapcsolatban, mert a lány soha nem válaszol arra, hogy szereti-e a bátyját vagy sem, és Armando úgy gondolja, hogy a lány csak a pénze miatt van vele.
Armando kilovagol Soniával, és vitatkoznak, hogy a lány nem szereti a bátyját. Hirtelen lövések hallatszanak. Egy véres ingben fekvő férfit találnak a földön, és egy kigyulladt autót. Sonia  leszáll a lóról, és elkezdi ellátni a sebesültet, Armando pedig azt mondja neki, hogy hagyják meghalni. Sonia nem vesz tudomást róla, és vizet ad a férfinak, aki azt mondja neki, hogy ismeri őt, és a nevén szólítja. A férfi hamarosan meghal. Közben Armando drogot talál a férfi autójának csomagtartójában. Még mindig a földön fekvő férfi mellett Sonia és Armando ismét összevesznek, Sonia pedig megüti a férfit, és azt mondja neki, hogy ne higgye, hogy a bátyja annyira ártatlan, mert a bátyja egy drogdíler. 
Később a bárban Armando megkérdezi Rault, hogy igaz-e, hogy drogdíler, mire Raul azt válaszolja, hogy neki megvan a maga „dolga”, és ne foglalkozzon ezzel. Armando szerint szerencsétlenséget hozott a családjára, mire Raul azt válaszolja, azért jött, hogy megmentse a családját, és elismeri, hogy drogot árul a határon, de csak a gringóknak, nem pedig a saját népének. Miközben beszélgetnek, La Onza megérkezik a bárba, és megkérdezi Rault, hogy mit keres ott, mire Raul azt válaszolja, hogy a családját látogatja meg. La Onza közli vele, hogy nem hiszi el neki, szerinte valami mást akar, és fenyegetésként átnyújt neki egy táskát, amelyben egy kéz van. Raul azt mondja Armandónak, hogy menjen haza, mert Mexikó nem a gyávák országa. 
Egy nap Armandót a vidékről visszatérve a teherautójával, DEA ügynökök (DEA: az USA Kábítószer-ellenes Hivatala) keresik fel, akik segítséget kérnek tőle, mert tudják, hogy a bátyja drogkereskedő, és hogy azért jött, hogy átvegye Onza területét. Az ügynök azt akarja, hogy derítsen ki valamit, és bár Armando visszautasítja, Blancardo, a helyi rendőr szerint is így lesz a legjobb, ha segít nekik. 
Később, egy családi összejövetelen, amelyen Raul érkezését és Sonia eljegyzését ünneplik, Armando tósztot mond, és minden jót kíván Raulnak, még ha az a család tönkretételét is jelenti. Az apja dühösen kéri Armandót, hogy távozzon. Sonia Armando után fut, és azt mondja neki, hogy tudnia kell, hogy La Onza a nagybátyja, és hogy meg kell mentenie a családját, őt és Rault mindattól, ami történni fog.
Raul és Sonia esküvőjének napján, miközben az oltárnál állnak, lövöldözés kezdődik, ahol La Onza csatlósai majdnem mindenkit lelőnek az esküvőn, köztük Raul és Armando apját is, akit hasba lőttek. 
Blancardo tájékoztatja La Onzát, hogy a munka befejeződött, és közli vele, hogy Sonia jól van, és ha azt akarja, hogy Raul megkeresse őt, akkor Sonia segítségével kell megkeresnie. Armando, aki nem vett részt az esküvőn, megkapja a hírt, hogy az apja haldoklik, és azonnal a farmra megy, hogy meglátogassa. 
Miguel Ernesto bocsánatot kér Armandótól, amiért mindig Raulhoz hasonlította őt, és olyan rosszul bánt vele, mindig bolondnak nevezte. Miguel Ernesto meghal, és Raul azt mondja Armandónak, hogy meg fogja ölni azt, aki ezt tette. Manuel elmondja Raulnak, hogy Sonia eltűnt, és nincs meg lova sem. Raul megkéri Armandót, hogy keresse meg a lányt, aki beleegyezik, de azt mondja neki, hogy ha megtalálta, soha többé nem fogja látni. 
Közben Blancardo elmondja a DEA ügynököknek, hogy Raul bosszút fog állni azon, aki ezt tette vele, és bandaháború lesz, meg kellene állítani őket, mire Parker azt mondja neki, hogy nem; hogy ők csak mexikóiak, akik mexikóiakat gyilkolnak.
Sonia a folyóba megy, hogy megpróbálja megölni magát, Armando beugrik, hogy megmentse, és megcsókolják egymást. Miután együtt töltötték az éjszakát; Armandót és Soniát La Onza és Blancardo meglepi a folyóparton fekve, Blancardo lelövi Armandót és elviszi Soniát. 
Eközben Raul a farmon drogot fogyaszt. Egy képtelen látomásban, amiben a sebesült Armando beszélget egy tigrissel, a ranchra rohan, és fegyvert ragad, hogy La Onza után menjen. 
Közben La Onza kap egy hívást, amelyben közlik vele, hogy Raul egy fegyveres csapatot állított össze, hogy utána menjen, és La Onza azt mondja, készen áll rá, és várja őt. Blancardo azt mondja neki, hogy ne aggódjon, mert a gringók nem akarnak semmit sem kezdeni vele, csak azt akarják, hogy megöljék egymást.  
La Onza házánál a saját bandája és Raul bandája közötti lövöldözés közben Armando lóháton érkezik, és követeli La Onzától, hogy engedje el Soniát. Ebben a pillanatban újrakezdődik a lövöldözés, Raul halálosan megsebesül, és azt mondja Armandónak, menjen el Soniaért, ha szereti őt, és hogy ha ő meghal, Mexikó jobb ország lesz. Raul meghal, Armando pedig újra lövöldözni kezd, és lelövi La Onza bandájának tagjait.  
La Onza házába lépve Armando ismét követeli, hogy adja vissza Soniát, mire ő azt mondja neki, hogy ha akarja, ott van, és ledobja egy létra tetejéről. Armandónak sikerül elkapnia. Amikor La Onza meg akarja ölni őket; Sonia segítségével Armando felkapja a puskáját, és megöli La Onzát.
Armando és Sonia amikor hazatérnek, Blancardo megállítja őket, aki azt tervezi, hogy átadja Armandót a DEA-nak, hogy drogkereskedelem és gyilkosság miatt bíróság elé állítsák; de Armando közli vele, hogy ez nem fog megtörténni, és megöli őt, de csak azután, hogy elmondja neki, hogy ez bosszú az anyja haláláért, aki gyerekkorában halt meg, az ő jelenlétében, amikor ő maga lőtte le, amikor megpróbálta megmenteni Blancardótól, aki meg akarta erőszakolni. 
Parker, az egyik DEA-ügynök meg akarja ölni Armandót, de előbb egy másik ügynök fejbe lövi. A DEA ügynök elmondja Armandónak, hogy nem minden amerikai rossz, mire Armando azt válaszolja, hogy nem minden mexikói drogdíler. Elbúcsúznak egymástól és elmennek.

## Szereplők
- Will Ferrell – Armando Álvarez, mexikói farm örököse
- Gael García Bernal – Onza, mexikói drogbáró
- Diego Luna – Raúl Álvarez, Armando öccse
- Génesis Rodríguez – Sonia Lopez, Raúl menyasszonya
- Pedro Armendáriz Jr. – Señor Álvarez, Armando és Raúl apja
- Nick Offerman – Parker DEA ügynök
- Efren Ramirez – Esteban
- Adrian Martinez – Manuel

Dan Haggerty, aki a The Life and Times of Grizzly Adams című népszerű televíziós sorozatban a címszereplőt alakította, egy jelenetben cameoszerepben jelenik meg saját magaként. A nyitójelenetben Christina Aguilera énekli a címadó dalt.

## Megjelenés
2011 novemberében a Pantelion Films, a Lions Gate Entertainment és a Televisa közös vállalkozása megvásárolta a film forgalmazási jogait az Amerikai Egyesült Államokban, és 2012. március 16-ra tűzte ki a bemutató dátumát. A megjelenéskor a filmet 368 vásznon játszották, ami "töredéke annak, amit Ferrell filmjei általában kapnak". A Televisa a NALA Filmsnek adta az engedélyt a film 8 millió dolláros marketingkampányának minden aspektusára, amelyet főként a televíziós csatornákon, például részben a Televisa tulajdonában lévő Univision-on történő reklámozásra költöttek.
Az amerikai premiert 2012. március 14-én, szerdán tartották a Grauman's Chinese Theatre-ben (Hollywood, Kalifornia).

## Filmzene
A film eredeti zenéjét Andrew Feltenstein és John Nau szerezte. Christina Aguilera énekesnő nyújtotta a címadó "Casa de mi padre" című számot, aki a nyitójelenetben is megjelenik.
A film számlistája 20 számból áll, ami tartalmazza a Will Ferrell által előadott dalokat; a "Fight for Love" Génesis Rodríguezzel és a "Yo No Sé" Efren Ramirezzel és Adrian Martinezzel, amelyek szerepeltek a filmben. A filmzene hangmérnöke és keverője Dana Nielsen volt.
A "Fight For Love" feldolgozását később John Frusciante és Omar Rodríguez-López gitárosok saját kiadásban adták ki 2015 novemberében.
| Casa de mi padre: Original Motion Picture Soundtrack | Casa de mi padre: Original Motion Picture Soundtrack                        | Casa de mi padre: Original Motion Picture Soundtrack | Casa de mi padre: Original Motion Picture Soundtrack | Casa de mi padre: Original Motion Picture Soundtrack | Casa de mi padre: Original Motion Picture Soundtrack | Casa de mi padre: Original Motion Picture Soundtrack | Casa de mi padre: Original Motion Picture Soundtrack | Casa de mi padre: Original Motion Picture Soundtrack | Casa de mi padre: Original Motion Picture Soundtrack |
| #                                                    | Cím                                                                         | Hossz                                                |                                                      |                                                      |                                                      |                                                      |                                                      |                                                      |                                                      |
| ---------------------------------------------------- | --------------------------------------------------------------------------- | ---------------------------------------------------- | ---------------------------------------------------- | ---------------------------------------------------- | ---------------------------------------------------- | ---------------------------------------------------- | ---------------------------------------------------- | ---------------------------------------------------- | ---------------------------------------------------- |
| 1.                                                   | Casa de mi padre (Christina Aguilera)                                       | 2:51                                                 |                                                      |                                                      |                                                      |                                                      |                                                      |                                                      |                                                      |
| 2.                                                   | Raul Drugs (Andrew Feltenstein & John Nau)                                  | 1:10                                                 |                                                      |                                                      |                                                      |                                                      |                                                      |                                                      |                                                      |
| 3.                                                   | Whiter Shade (El Puma)                                                      | 3:27                                                 |                                                      |                                                      |                                                      |                                                      |                                                      |                                                      |                                                      |
| 4.                                                   | Fuzzorama (Andrew Feltenstein & John Nau)                                   | 2:06                                                 |                                                      |                                                      |                                                      |                                                      |                                                      |                                                      |                                                      |
| 5.                                                   | Wedding Massacre (Andrew Feltenstein & John Nau)                            | 2:22                                                 |                                                      |                                                      |                                                      |                                                      |                                                      |                                                      |                                                      |
| 6.                                                   | Ask for Marry Permission (Andrew Feltenstein & John Nau)                    | 1:54                                                 |                                                      |                                                      |                                                      |                                                      |                                                      |                                                      |                                                      |
| 7.                                                   | Hermano (Tom Farrell)                                                       | 1:45                                                 |                                                      |                                                      |                                                      |                                                      |                                                      |                                                      |                                                      |
| 8.                                                   | Lala (Kara Nau & John Nau)                                                  | 0:39                                                 |                                                      |                                                      |                                                      |                                                      |                                                      |                                                      |                                                      |
| 9.                                                   | Fight for Love (Will Ferrell & Génesis Rodríguez)                           | 2:57                                                 |                                                      |                                                      |                                                      |                                                      |                                                      |                                                      |                                                      |
| 10.                                                  | Yo No Se (Will Ferrell, Efren Ramirez & Adrian Martinez feat. Mitch Manker) | 2:53                                                 |                                                      |                                                      |                                                      |                                                      |                                                      |                                                      |                                                      |
| 11.                                                  | Car Burn (Mayan Ghost Choir)                                                | 2:27                                                 |                                                      |                                                      |                                                      |                                                      |                                                      |                                                      |                                                      |
| 12.                                                  | Trip Out (!Hebrochachos!)                                                   | 1:47                                                 |                                                      |                                                      |                                                      |                                                      |                                                      |                                                      |                                                      |
| 13.                                                  | Sonia Pool (Andrew Feltenstein & John Nau)                                  | 2:31                                                 |                                                      |                                                      |                                                      |                                                      |                                                      |                                                      |                                                      |
| 14.                                                  | Luv Butts (Andrew Feltenstein & John Nau feat. Mitch Manker)                | 1:31                                                 |                                                      |                                                      |                                                      |                                                      |                                                      |                                                      |                                                      |
| 15.                                                  | Staredown (Andrew Feltenstein & John Nau)                                   | 0:18                                                 |                                                      |                                                      |                                                      |                                                      |                                                      |                                                      |                                                      |
| 16.                                                  | Dad Dies (Andrew Feltenstein & John Nau)                                    | 3:23                                                 |                                                      |                                                      |                                                      |                                                      |                                                      |                                                      |                                                      |
| 17.                                                  | Shellshock (The Bromigos)                                                   | 0:32                                                 |                                                      |                                                      |                                                      |                                                      |                                                      |                                                      |                                                      |
| 18.                                                  | Chubby Duckling (Andrew Feltenstein & John Nau feat. The Professor)         | 0:47                                                 |                                                      |                                                      |                                                      |                                                      |                                                      |                                                      |                                                      |
| 19.                                                  | Del Cielo (Cecilia Noël)                                                    | 2:59                                                 |                                                      |                                                      |                                                      |                                                      |                                                      |                                                      |                                                      |
| 20.                                                  | Raul Dies (Mayan Ghost Choir)                                               | 2:38                                                 |                                                      |                                                      |                                                      |                                                      |                                                      |                                                      |                                                      |
| 40:57                                                |                                                                             |                                                      |                                                      |                                                      |                                                      |                                                      |                                                      |                                                      |                                                      |

## Bevétel
A Latin macsó visszavág 2012. március 16-án mutatták be, és annak ellenére, hogy csak 382 moziban játszották, a film a kilencedik helyen debütált a nyitóhétvégén, és 2 200 000 dollárt keresett; ez átlagosan 5759 dollárt jelent helyszínenként. Az exit poll felmérések szerint a közönség 51%-a férfi és 68%-a spanyolajkú volt. A film vetítése 2012. május 17-én fejeződött be a mozikban, az Amerikai Egyesült Államokban 5 909 483 dollárt, világszerte pedig 8 041 667 dolláros bevételt hozott.

## Fordítás
- Ez a szócikk részben vagy egészben  a   Casa de mi padre című angol Wikipédia-szócikk fordításán alapul.  Az eredeti cikk szerkesztőit annak laptörténete sorolja fel. Ez a jelzés csupán a megfogalmazás eredetét és a szerzői jogokat jelzi, nem szolgál a cikkben szereplő információk forrásmegjelöléseként.
- Ez a szócikk részben vagy egészben  a   Casa de mi padre című spanyol Wikipédia-szócikk fordításán alapul.  Az eredeti cikk szerkesztőit annak laptörténete sorolja fel. Ez a jelzés csupán a megfogalmazás eredetét és a szerzői jogokat jelzi, nem szolgál a cikkben szereplő információk forrásmegjelöléseként.